# Hansa-Brandenburg W.27
L'Hansa-Brandenburg W.27 era un idrocaccia a scarponi, monomotore biposto a velatura biplana, sviluppato dall'allora azienda tedesco imperiale Hansa und Brandenburgischen Flugzeugwerke GmbH negli anni dieci del XX secolo e rimasto allo stadio di prototipo.
Derivato dal pari ruolo Hansa-Brandenburg W.12 se ne distingueva essenzialmente per la struttura di collegamento tra le due ali, basata su un unico montante interalare per lato più uno centrale, e per una più potente motorizzazione, tuttavia non riuscì a soddisfare le aspettative ed il modello non venne avviato alla produzione in serie.

## Storia del progetto
Durante lo svolgimento della prima guerra mondiale, la necessità di superare in prestazioni i velivoli adottati dalle forze aeree avversarie aumentandone in generale le capacità operative favorì la ricerca, oltre che nella tecnologia aeronautica, anche in quella motoristica offrendo unità motrici dalle potenze sempre più elevate.
In quest'ambito, appena si rese disponibile il Benz Bz.IIIb, motore aeronautico 8 cilindri a V raffreddato a liquido in grado di esprimere una potenza pari a 195 PS (144 kW), l'Hansa-Brandenburg decise di sviluppare un nuovo modello da proporre alla Kaiserliche Marine, la marina militare dell'Impero tedesco. Il progetto, identificato come W.27 e sviluppato dal capo dell'ufficio tecnico dell'azienda Ernst Heinkel, era un'evoluzione del precedente W.12 del quale manteneva la stessa impostazione, idro a scarponi monomotore biposto dalla velatura biplana, ma che adottava, oltre alla nuova motorizzazione, una diversa e più raffinata soluzione tecnica per il collegamento dell'ala superiore a quella inferiore al fine di ridurre la resistenza aerodinamica generale del modello.
Le speranze dell'azienda e del progettista però vennero disattese dalle prove in volo del prototipo (N. 2202) che, nonostante la maggior pulizia aerodinamica unita alla maggior potenza disponibile erogata dal Bz.IIIb, fu solo in grado di fornire prestazioni comparabili al W.12 che, per quanto buone, non erano tali da giustificare l'interesse da parte della marina militare tedesca per l'avvio alla sua produzione in serie. Ciò nonostante il singolo W.27 costruito venne ugualmente acquistato ed impiegato operativamente.

## Impiego operativo
Il W.27 venne impiegato come aereo da addestramento per la formazione degli equipaggi della Kaiserliche Marine destinati ad operare con gli idrocaccia biposto in servizio nelle stazioni navali del Mare del Nord.

## Utilizzatori
Germania
- Kaiserliche Marine